# 科勒尼鎮區 (密蘇里州諾克斯縣)
科勒尼鎮區（英語：Colony Township）是位於美國密蘇里州諾克斯縣的一個行政鎮區。

## 地方資料
科勒尼鎮區的面積為92.37平方千米，當中陸地面積為91.76平方千米，而水域面積為0.61平方千米。根據2020年美國人口普查的數據，當地共有人口213人，而人口密度為每平方千米2.31人。